# 龙债券
龙债券是指在除日本以外的亚洲地区发行的一种以非亚洲国家和地区货币标价的债券。
龙债券的发行以非亚洲货币标定面额，多以美元标价，也有一些债券以加拿大元、澳元和日元标价。
龙债券市场是指除日本以外的亚洲地区发行的一种以非亚洲国家和地区货币标价的公开债券市场。这种债券的发行、定价和承销都在亚洲的几个时区之内。龙债券的发行人来自亚洲、欧洲、北美洲和南美洲，投资者则来自亚洲的主要国家，而且他们都是债券的原始购买者。